# Echipa națională de fotbal a Irakului
Echipa națională de fotbal a Irakului (arabă: منتخب العراق لكرة القدم‎) reprezintă Irakul și este controlată de Asociația Irakiană de Fotbal. Ei sunt campionii Confederației Asiatice de Fotbal (AFC).

## Palmares
- Campionatul Mondial de Fotbal

| 1930 - 1970 | Nu a participat  | Nu a participat  | Nu a participat  | Nu a participat  | Nu a participat  | Nu a participat  | Nu a participat  | Nu a participat  | Nu a participat  | Nu a participat  |
| 1974        | Nu s-a calificat | Nu s-a calificat | Nu s-a calificat | Nu s-a calificat | Nu s-a calificat | Nu s-a calificat | Nu s-a calificat | Nu s-a calificat | Nu s-a calificat | Nu s-a calificat |
| 1978        | S-a retras       | S-a retras       | S-a retras       | S-a retras       | S-a retras       | S-a retras       | S-a retras       | S-a retras       | S-a retras       | S-a retras       |
| 1982        | Nu s-a calificat | Nu s-a calificat | Nu s-a calificat | Nu s-a calificat | Nu s-a calificat | Nu s-a calificat | Nu s-a calificat | Nu s-a calificat | Nu s-a calificat | Nu s-a calificat |
| 1986        | Faza Grupelor    | 3                | 0                | 0                | 3                | 1                | 4                |                  |                  |                  |
| 1990 - 2014 | Nu s-a calificat | Nu s-a calificat | Nu s-a calificat | Nu s-a calificat | Nu s-a calificat | Nu s-a calificat | Nu s-a calificat | Nu s-a calificat | Nu s-a calificat | Nu s-a calificat |
| Total       | 1/20             | 3                | 0                | 0                | 3                | 1                | 4                |                  |                  |                  |

| Participări la Cupa Mondială | Participări la Cupa Mondială | Participări la Cupa Mondială | Participări la Cupa Mondială |
| Anul                         | Runda                        | Scorul                       | Rezultatul                   |
| ---------------------------- | ---------------------------- | ---------------------------- | ---------------------------- |
| 1986                         | Runda 1                      | Irak 0 – 1 Paraguay          | Înfrângere                   |
| 1986                         | Runda 1                      | Irak 1 – 2 Belgia            | Înfrângere                   |
| 1986                         | Runda 1                      | Irak 0 – 1 Mexic             | Înfrângere                   |

## Participări la Cupa Confederațiilor
| Cupa Confederațiilor | Cupa Confederațiilor | Cupa Confederațiilor | Cupa Confederațiilor | Cupa Confederațiilor | Cupa Confederațiilor | Cupa Confederațiilor | Cupa Confederațiilor |
| Anul                 | Etapa                | M                    | V                    | E                    | Î                    | GM                   | GP                   |
| -------------------- | -------------------- | -------------------- | -------------------- | -------------------- | -------------------- | -------------------- | -------------------- |
| 1992 to 2005         | Nu s-a calificat     | -                    | -                    | -                    | -                    | -                    | -                    |
| 2009                 | Faza grupelor        | 3                    | 0                    | 2                    | 1                    | 0                    | 1                    |
| Total                |                      | 3                    | 0                    | 2                    | 1                    | 0                    | 1                    |

### Grupa A
| Echipa        | Mec | V | E | Î | GM | GP | Ad | Pct |
| ------------- | --- | - | - | - | -- | -- | -- | --- |
| Spania        | 3   | 3 | 0 | 0 | 8  | 0  | +8 | 9   |
| Africa de Sud | 3   | 1 | 1 | 1 | 2  | 2  | 0  | 4   |
| Irak          | 3   | 0 | 2 | 1 | 0  | 1  | −1 | 2   |
| Noua Zeelandă | 3   | 0 | 1 | 2 | 0  | 7  | −7 | 1   |

| 14 iunie 2009 | Africa de Sud | 0 | 0 | Irak          |
|               | Noua Zeelandă | 0 | 5 | Spania        |
| 17 iunie 2009 | Spania        | 1 | 0 | Irak          |
|               | Africa de Sud | 2 | 0 | Noua Zeelandă |
| 20 iunie 2009 | Irak          | 0 | 0 | Noua Zeelandă |
|               | Spania        | 2 | 0 | Africa de Sud |

## Participări la Jocurile Olimpice de vară
1. ↑   https://www.transfermarkt.us/-/mitarbeiterhistorie/verein/3560 Lipsește sau este vid: |title= (ajutor)